# Бристол T.T.A
Бристол T.T.A (енгл. Bristol T.T.A) је двоседи пратећи ловац направљен у Уједињеном Краљевству. Авион је први пут полетео 1916. године. 

Највећа брзина авиона при хоризонталном лету је износила 140 km/h.
Празан авион је имао масу од 1733 килограма. Нормална полетна маса износила је око 2313 килограма.

## Наоружање
| Наоружање авиона: Бристол      |        |
| Ватрено (стрељачко) наоружање  |        |
| Топ                            |        |
| Митраљез                       |        |
| Број и ознака митраљеза        | 3 Луис |
| Калибар                        | 7,7    |
| Бомбардерско наоружање (бомбе) |        |
| Ракетно наоружање (ракете)     |        |